# Цифровой единый рынок
Цифровой единый рынок (англ. Digital Single Market) или Единый цифровой рынок (англ. Single Digital Market) — планируемая экономическая зона стран ЕС с фокусом на телекоммуникации и цифровую экономику. Часть «Цифровой повестки дня для Европы» согласно стратегии «Европа 2020». Ответственные — Андрус Ансип и Гюнтер Эттингер.

## Цели, преимущества, меры
Цель создания зоны — догнать США, Японию и Южную Корею в Интернет-экономике, ради чего потребуется расширение доступа к цифровым товарам и услугам, обеспечить лучшие условия цифровым сетям и услугам, их расширение, большая оцифрованность экономики. Ожидается, что ликвидация национальных рынков и создание общеевропейского дадут ЕС 3.8 млн новых рабочих мест и принесут 415 млрд евро в экономику ЕС.
Меры, которые предпримутся:
- Упрощение торговли пакетами акций между странами
- Гармонизация правил заключения контрактов и защиты прав потребителей
- Пересмотр директивы 93/83/EEC
- Отказ от геоблокировок
- Модернизация законодательства по авторским правам
- Упрощение НДС
- Нужные регуляции телекоммуникационного рынка
- Индустриальное оцифровывание
- Общие евростандарты